# Územní opatství

Znak územního opata se vyznačuje zeleným kloboukem s šesti střapci na každé straně a zlatou berlou

Územní opatství (dříve také opatství nullius, latinsky abbatia nullius) je forma územní jurisdikce katolické církve. Jedná se o takové opatství, které má jurisdikční samostatnost místní církve, tedy podobnou jako diecéze.
Každý opat, představený opatství, je ordinářem mnichů kláštera. Jeho pravomoc je omezena na území kláštera a na mnichy, kteří v tomto klášteře složili řeholní sliby (a v určitých věcech také na osoby v klášteře trvale žijící).
Územní opat je nadto ordinářem vymezeného území v okolí kláštera, které nepatří k žádné diecézi, a toto území spravuje podobně jako biskup diecézi, i když nemusí být vysvěcen na biskupa. I když má územní opat jen kněžské svěcení, na území svého opatství má podobné administrativní pravomoci jako biskup v diecézi, včetně inkardinace (tedy jurisdikčního začlenění) kněží a jáhnů, kteří nejsou řeholníky. Není-li biskupem, nemůže však udělovat kněžské svěcení.

## Původ
Vznik územních opatství sahá do konce 9. století, kdy byli mniši více zapojeni do pastorační práce v okolí opatství, zvláště v misijních oblastech, vzdálených od sídla biskupa. Opati tak získali jurisdikční pravomoc nejen nad mnichy kláštera, ale také nad farnostmi kolem opatství. V průběhu 11. a 12. století papežové potvrdili tyto výjimky a udělili opatům insignie a výsady patřící biskupům.

## Současná právní úprava
Po Druhém vatikánském koncilu je větší důraz kladen na tradiční členění církve do diecézí řízených biskupy. Řada územních opatství zanikla (vytvořením nové diecéze nebo přičleněním k již existující diecézi), původní postavení dnes má jen několik starých opatství.
V roce 1976 rozhodl papež Pavel VI., že nová územní opatství budou zřizována pouze zcela výjimečně. Zároveň vydal předpisy pro reorganizaci existujících územních opatství.
Kodex kanonického práva z roku 1983 definuje územní opatství jako určitou územně ohraničenou část božího lidu, kterou vzhledem ke zvláštním okolnostem řídí opat jako vlastní pastýř obdobně jako vlastní biskup (kán. 370). Územní opat tedy má postavení podobné diecéznímu biskupovi.

## Seznam územních opatství

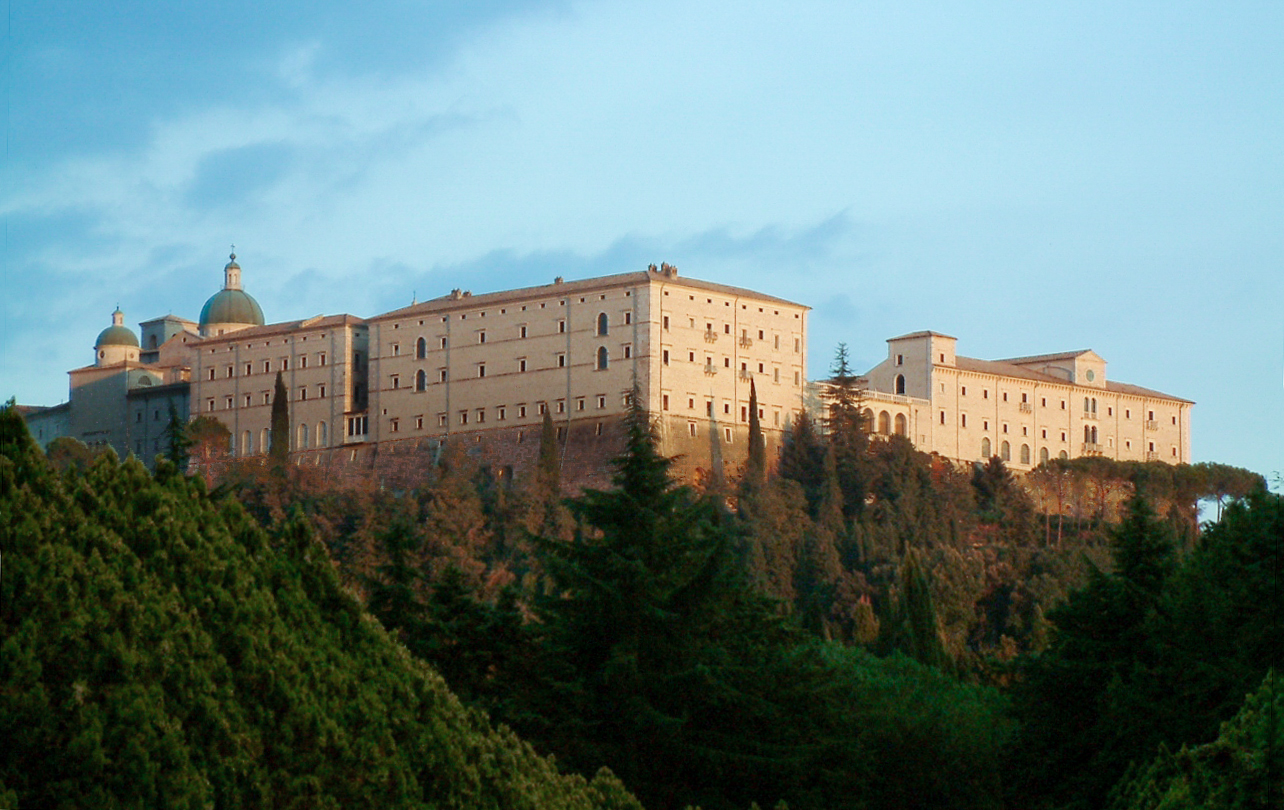
Monte Cassino

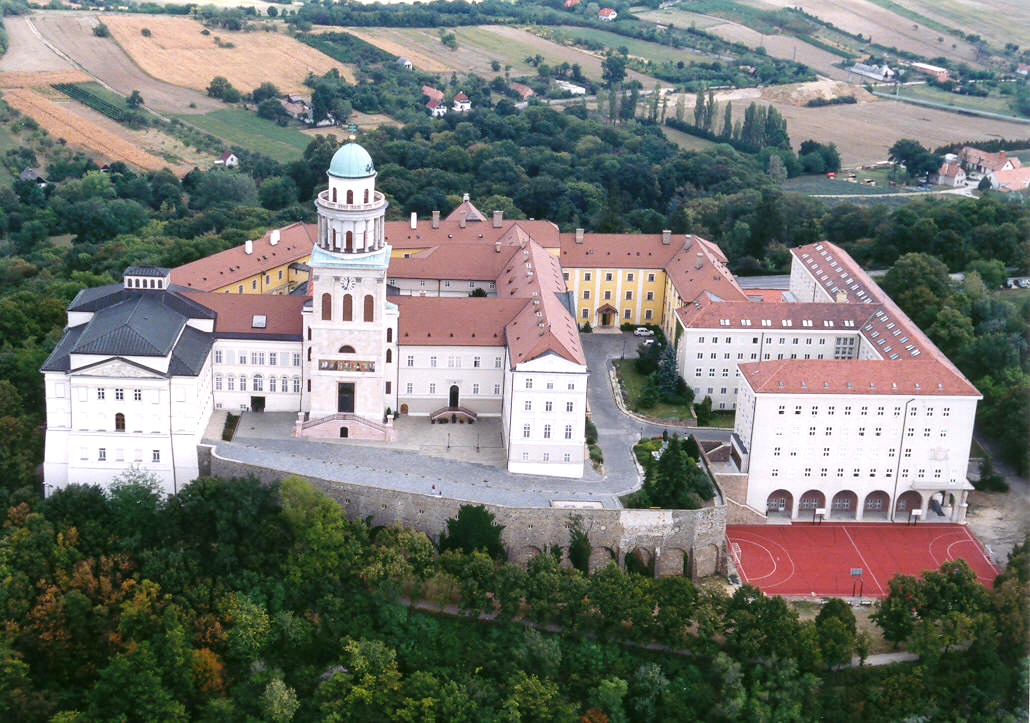
Pannonhalma

Podle ročenky Annuario Pontificio v roce 2022 existuje 1 územní arciopatství a 10 územních opatství:
- Pannonhalmské územní arciopatství, Maďarsko, benediktinské arciopatství založené r. 996
- Einsiedeln, Švýcarsko, benediktinské opatství založené v 10. století
- Monte Cassino, Itálie, benediktinské opatství založené r. 529 sv. Benediktem z Nursie
- Monte Oliveto Maggiore, Itálie, benediktinské opatství založené r. 1313
- Montevergine, Itálie, benediktinské opatství založené ve 12. století
- Saint-Maurice, Švýcarsko, opatství kanovníků sv. Augustina založené r. 515
- Santa Maria di Grottaferrata, Itálie, řeckokatolické opatství baziliánů založené r. 1004
- Santissima Trinità di Cava de' Tirreni, Itálie, benediktinské opatství založené v 11. stol.
- Opatství Subiaco, Itálie, benediktinské opatství založené sv. Benediktem.
- Tŏkwon/Deokwon/덕원, Severní Korea, benediktinské opatství založené r. 1940, stolec je vakantní, administrován z jihokorejského opatství
- Wettingen-Mehrerau, Rakousko, cisterciácké opatství založené r. 1227